# Mirror Man (Captain Beefheart)
Mirror Man è il quinto album di Captain Beefheart & His Magic Band. Venne registrato nel 1967 per la Buddah Records, inizialmente con l'intenzione di pubblicare un disco doppio, in parte registrato col metodo live in the studio, in parte nel modo tradizionale. Quell'opera, però, non vide mai la luce. La maggior parte del materiale registrato in maniera classica venne registrato di nuovo e pubblicato sul disco Strictly Personal (1968). Le tracce registrate dal vivo furono, invece, Tarotplane, 25th Century Quaker e Mirror Man, rimaste inedite fino al 1971, quando la Buddah le pubblicò, insieme con una prima versione di Kandy Korn, su questo Mirror Man.

## Tracce
Tutte le canzoni scritte da Captain Beefheart.
Lato A
1. Tarotplane – 19:08
2. Kandy Korn – 8:07

Lato B
1. 25th Century Quaker – 9:50
2. Mirror Man – 15:46

## Formazione
- Captain Beefheart – voce, armonica a bocca, shinei
- Jeff Cotton – chitarra
- John French – batteria
- Jerry Handley – basso
- Alex St. Clair Snouffer – chitarra